# Isidoro Malmierca Peoli
Isidoro Malmierca Peoli (L'Avana, 25 settembre 1930 – L'Avana, 11 agosto 2001) è stato un politico, giornalista e rivoluzionario cubano.
Fece inizialmente parte del Partito Socialista Popolare, movimento di estrema sinistra abbastanza piccolo e fortemente legato a Mosca. Avversario della dittatura di Fulgencio Batista, si unì alla rivolta di Fidel Castro nonostante il lìder Maximo non avesse fiducia nella strategia del PSP, da lui definita "avventurista".
Durante la rivoluzione Cubana Malmierca Peoli serrò e riorganizzò le file del PSP, che grazie alla sua gestione divenne una forza politica e militare importante. Dopo che il Movimento del 26 di luglio prese il potere, egli fu il responsabile della sicurezza del nuovo governo e nel 1965 gestì lo scioglimento del PSP che andò a confluire nel Partito Comunista di Cuba.
Abile mediatore tra i politici castristi ed i giovani idealisti che avevano appoggiato la rivoluzione, Malmierca Peoli entrò nel comitato centrale del PCC e divenne redattore capo del quotidiano Granma: mantenne questo incarico fino al dicembre del 1976, periodo in cui venne scelto come Ministro degli Esteri.
In questa veste smorzò la tendenza filo-cinese del governo cubano e rappresentò l'ala più vicina all'Unione Sovietica. Si dimise dal ministero del 1992 per motivi di salute: povero e malato, morì nella capitale a causa di un cancro del polmone nel 2001 all'età di 70 anni.